# Западен фронт (СССР)
Западният фронт е името на войсково съединение от Червената армия, един от съветските фронтове сформирани по време на Втората световна война.
Създаден е на 22 юни 1941 г. от Западния специален военен окръг. Първият му командир е Дмитрий Павлов.
Западната граница на фронта през юни 1941 г. е с дължина 470 km. Простира се от южната граница на Латвия до река Припят и град Влодава. В съседство с него са Северозападния фронт, простиращ се от Латвия до Балтийско море, и Югозападния фронт в Украйна.